# Belmont, Ohio
Belmont är en ort i Belmont County i delstaten Ohio, USA.